# Signagi
Signagi (gruzínsky სიღნაღი), je administrativním střediskem okresu Signagi v kraji Kachetie na východě Gruzie.
S počtem 1485 obyvatel v roce 2014 patří k nejmenším gruzínským městům. V hospodářství dominuje výroba vína, tradičních koberců a národního jídla mcvadi. Město je pověstné též krajinou a historickými pamětihodnostmi. Signagi prošlo důkladnou rekonstrukcí a stalo se důležitým střediskem turistiky.

## Historie

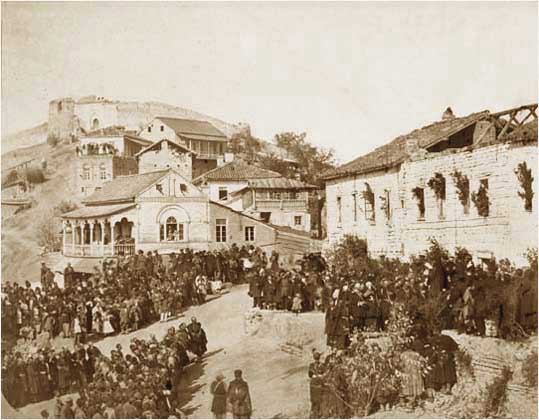
Zveřejnění manifestu k emancipaci rolníků v Signagi r. 1864.

Území současného města bylo osídleno v paleolitu. Ve středověku bylo známé jako Heretie, v 15. století a později jako Kiziqi.
Pod názvem Signagi (v azerštině „bunkr“) bylo poprvé zmíněno na počátku 18. století. Roku 1762, gruzínský král Heraklius II. zafinancoval výstavbu města a zřízení pevnosti na obranu proti nájezdům dagestánských kmenů.
Podle sčítání roku 1770 bylo Signagi osídleno stovkou rodin, zejména řemeslníky a obchodníky. Po připojení Gruzie k imperiálnímu Rusku roku 1801, byl Signagi udělen statut města a stalo se centrem ujezdu Signagi (rusky Сигнахский уезд) v Tbiliské gubernii (rusky Тифлисская губернія) v roce 1802. Roku 1812 se Signagi spolu s ostatní Kachetií podílelo na vzpouře proti ruské nadvládě. Během ruského dobývání Kavkazu bylo město považováno za významný opěrný bod vzhledem k blízkosti Dagestánu. a rychle se rozrůstalo rozlohou i počtem obyvatel. Za éry Sovětského svazu se stalo střediskem zemědělství.
Signagi bylo tvrdě postiženo postsovětskou krizí v Gruzii, ale gruzínská vláda spustila za spolupráce mezinárodních organizací rozsáhlý projekt obnovy města a infrastruktury s cílem revitalizace turistického ruchu.

## Geografie
Signagi leží asi 113 km jihovýchodně od hlavního města Tbilisi na východním úpatí pohoří Gombori (gruzínsky გომბორის ქედი, Gomboris kedi), které tvoří rozvodí mezi řekami Jori a Alazani. Údolí obou řek jsou významná zemědělstvím, zvláště pak ovocnářstvím. V nadmořské výšce asi 790 m je z města výhled do údolí Alazani, za kterým se tyčí stěna Velkého Kavkazu.

## Podnebí
Signaghi má mírné vlhké klima. Zimy jsou mírně chladné, zatímco léta mohou být horká. Nejvyšší průměrná teplota je v červenci při 24,3 °C, zatímco nejnižší průměrná teplota je v lednu 0,2 °C. Průměrné roční srážky se pohybují mezi 602 a 949,7 mm. s maximem v jarních měsících a začátkem léta.

## Kultura a pozoruhodnosti
Signaghi a okolí jsou domovem několika historických a kulturních památek, které jsou speciálně chráněny státem od roku 1975. Město je obehnáno městskou zdí se zbytky opevnění z 18. století. Existují dva gruzínské ortodoxní kostely ve městě samotném - jeden byl zasvěcen Svatému Jiří a druhý Svatému Štěpánovi. Uctívaný Klášter Bodbe se nachází 2 km od Signagi a je poutním místem kvůli vazbě na Svatou Kristýnu (gruzínsky წმინდა ნინო, Cminda Nino), která bývá považována za apoštolku Gruzie ze 4. století.
Místní etnografické a archeologické muzeum z 50. let 20. století bylo modernizováno v roce 2007. Signagi je v Gruzii označováno za „město lásky“ a mnoho párů sem přijíždí ke svatebnímu obřadu.
[zdroj⁠?!]

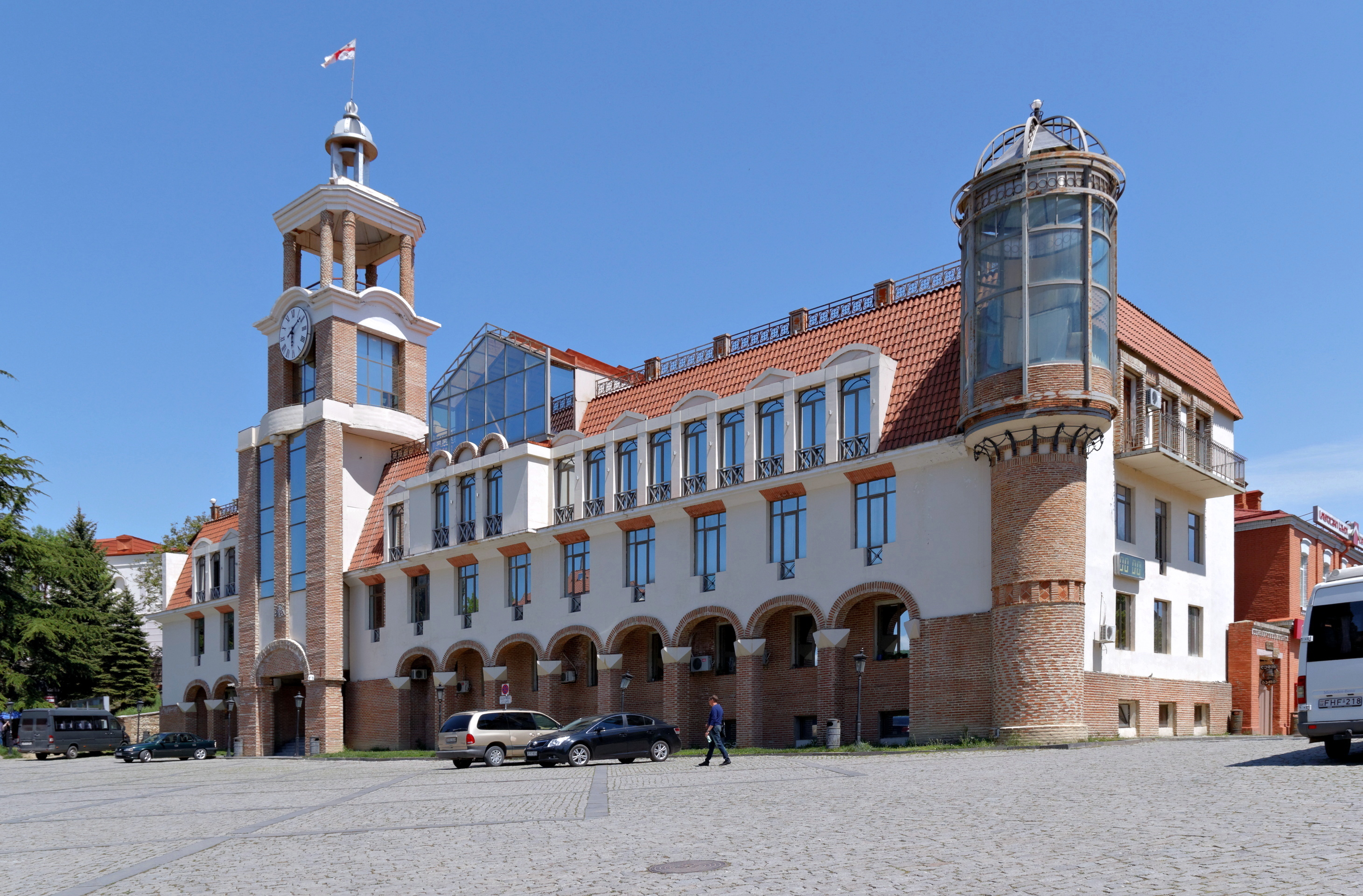
Radnice
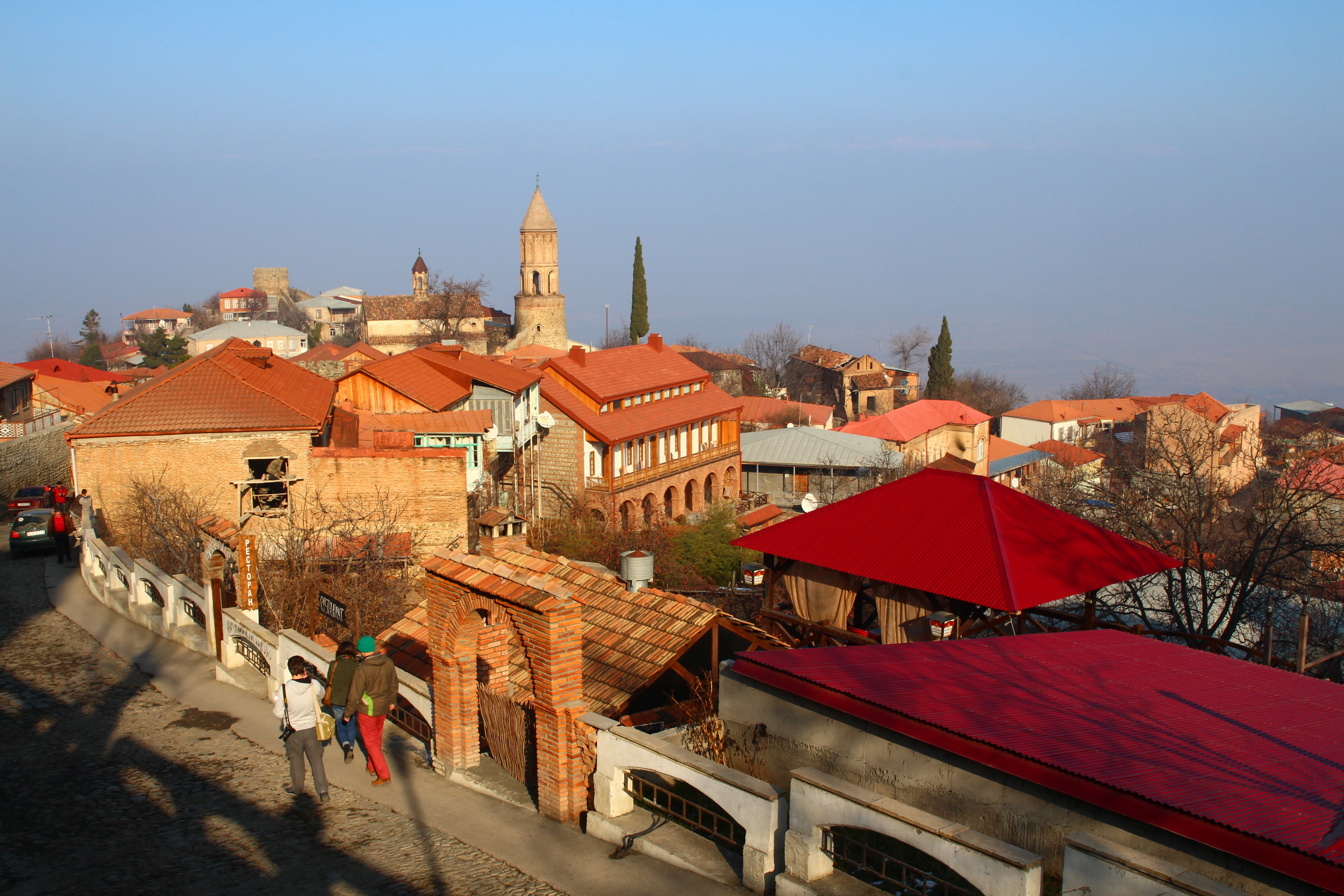
Pohled na Signagi
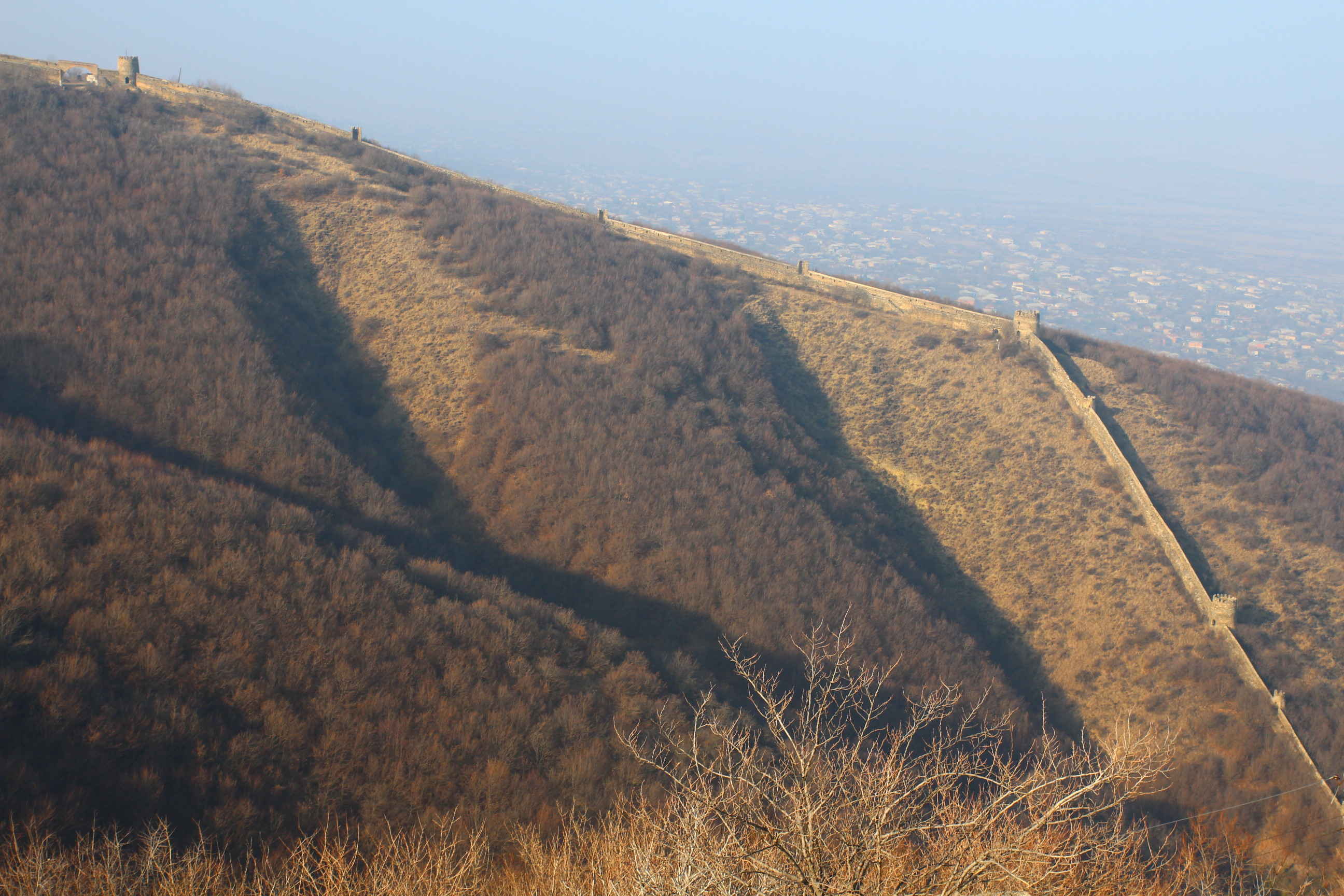
Městské zdi
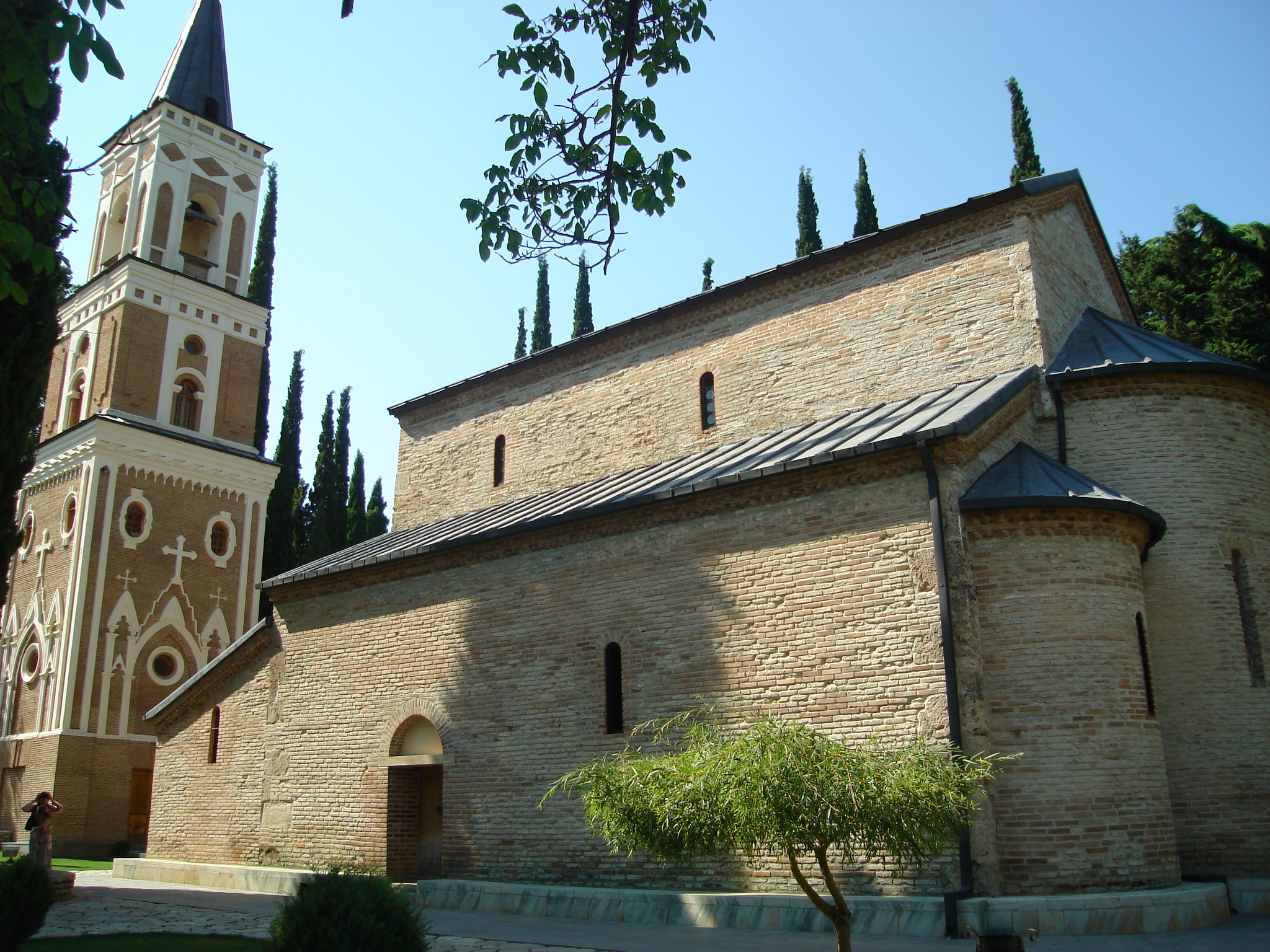
Mužský Klášter Bodbe nedaleko Signagi, kde jsou uloženy pozůstatky Svaté Kristýny